# ビタス・ゲルレイティス
ヴィータウタス・ケビン・"ビタス"・ゲルレイティス (Vytautas Kevin "Vitas" Gerulaitis、1954年7月26日 - 1994年9月17日) は、アメリカ合衆国ニューヨーク市ブルックリン区出身の元男子プロテニス選手。
1970年代後半に活躍し、1977年12月の全豪オープン男子シングルスで優勝した。シングルス自己最高ランキングは3位。ATPツアーでシングルス26勝、ダブルス8勝を挙げた。父親はリトアニアのテニス・チャンピオンであり、ゲルレイティスは“Lithuanian Lion” (リトアニアのライオン) というニックネームで呼ばれた。1歳年下の妹、ルタ・ゲルレイティスもプロテニス選手である。

## 経歴
ゲルレイティスの活躍した時代は、男子テニスの歴史を通じて最も輝かしい黄金期であり、同年代の選手としてビョルン・ボルグやジミー・コナーズなどの強豪選手がいたため、彼の現在の印象はやや薄くなった。しかしボルグと数々の熱戦を繰り広げ、良き友人でもあった。
ゲルレイティスはコロンビア大学を1年で中退し、1971年にプロテニス選手となった。4大大会にデビューした1971年全米オープンでは、1回戦で敗れた相手が日本の坂井利郎選手であった。1975年ウィンブルドン選手権で、ゲルレイティスは同じアメリカのサンディ・マイヤーとペアを組み、4大大会の男子ダブルスで初優勝を果たす。ゲルレイティスのテニス成績が大きく伸び始めたのは、1976年ウィンブルドン選手権ベスト8進出からである。ゲルレイティスは4回戦で大会前年優勝者のアーサー・アッシュを破ったが、続く準々決勝でラウル・ラミレスに敗れた。それからウィンブルドンでは、1977年と1978年の2年連続でベスト4に進んだが、1977年の準決勝でビョルン・ボルグと最終第5セット6-8まで競り合った試合は、今なお選手権史上に残る名勝負の1つとして語り継がれている。
1977年の全豪オープンは、年頭の1月開催と年末の12月開催の2度行われた。ゲルレイティスが優勝したのは12月の年末開催の大会で、決勝の相手はジョン・ロイドであった。先にゲルレイティスが2セットを先取したが、ロイドが第3・第4セットを連取して追いつく。最終第5セットでゲルレイティスはロイドを突き放し、6-3, 7-6, 5-7, 3-6, 6-2のスコアで初優勝を飾った。
その後のゲルレイティスは4大大会で2度の準優勝に終わり、1979年全米オープンの決勝では当時20歳のジョン・マッケンローに5-7, 3-6, 3-6で敗れ、1980年全仏オープンの決勝ではボルグに4-6, 1-6, 2-6で敗れた。ゲルレイティスとボルグの対戦成績は、ボルグの16戦全勝である。ゲルレイティスは1986年3月のブリュッセル・インドアを最後に31歳で現役を引退した。その後1度だけ1989年全仏オープンの男子ダブルスでコナーズと組んで出場した。
ビタス・ゲルレイティスは1994年9月17日、ニューヨーク州ロングアイランドの友人宅に滞在していた時、睡眠中にエアコン装備が故障し、一酸化炭素中毒のため40歳で死去した。
なお、チェンジコートごとにラケットのグリップテープを巻き替えていた事は有名である。